# Confraternite islamiche

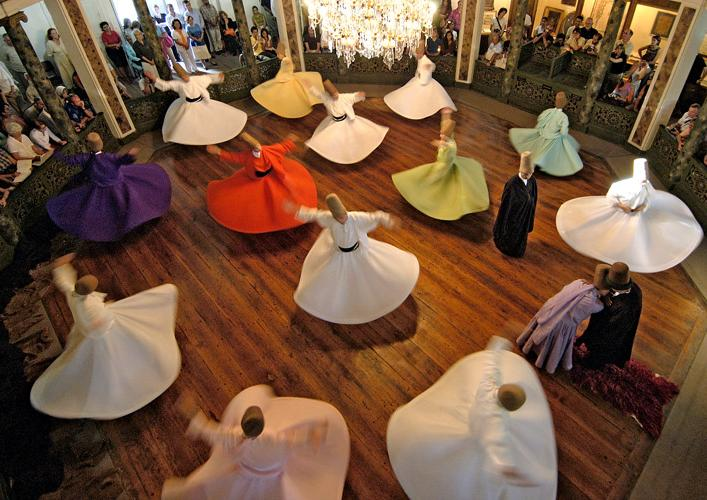
Dervisci roteanti della confraternita mevlevi di Konya nella loro caratteristica danza

Le confraternite islamiche (in arabo طَرِيقَة‎?, ṭarīqa, plur. in arabo طُرُق‎?, ṭuruq), chiamati anche ordini sufi, sono un tardo fenomeno del sufismo. Dopo la prima fase individuale, i sufi si organizzarono infatti a partire dal XII secolo in strutture complesse di discepoli (murīd, pl. murīdīn) che, sotto la guida di un maestro, imparavano a percorrere la via mistica per giungere ad una diretta conoscenza (maʿrifa) di Dio.
Di esse si ricordano in particolare la Qadiriyya, fondata nel XII secolo da Abd al-Qadir al-Jilani e, nella stessa epoca, la Suhrawardiyya, fondata da Shihab al-Din al-Suhrawardi, così come la Rifa'iyya, fondata da Ahmad al-Rifa'i. La Shadhiliyya, fondata da Abu l-Hasan al-Shadhili nel XIII secolo, la Mawlawiyya, fondata da Gialal al-Din Rumi; la Kubrawiyya, fondata da Najm al-Din Kubrà; la Cishtiyya fondata in India da Mo'inoddin Cishti e la Naqshbandiyya, fondata da Baha al-Din Naqshbandi, sono invece sorte nel XIII secolo.

## Rilievo sociale e struttura delle confraternite islamiche
Nella storia dell'Africa, le confraternite hanno assunto un ruolo decisivo nel processo di islamizzazione del continente, mediando e cercando un dialogo tra le culture locali preislamiche e contribuendo a generare forme sincretiche spesso legate alla santificazione di lignaggi locali.
Il termine confraternita deriva dalla tradizione cristiana e definisce una struttura organizzata dotata di un sistema di regole specifiche: è detta anche congregazione, sodalità o compagnia. La Confraternita in genere prevede dei precisi doveri spirituali per i propri adepti e, per diventarne un membro, è necessaria una procedura di ammissione, una sorta di iniziazione.
Queste comunità sono guidate da capi spirituali dotati di eccezionale carisma, e hanno spesso rivestito importanti ruoli sociali e politici agendo spesso come società di mutuo soccorso, centro di potere economico o canali di dissenso popolare. Non di rado i capi sono stati denominati dai seguaci mahdi, ben guidati (da Dio), persone ispirate da Dio e venute sulla Terra per salvare i musulmani, specialmente in periodi difficili (nella storia africana vengono ricordati Mohammed Abdullah Hassan in Somalia e Muhammad Ahmad, detto "il Mahdi", in Sudan).
In Africa sono fortemente presenti confraternite musulmane che riprendono il termine arabo ṭarīqa ("via spirituale"). Le ṭuruq sono movimenti a carattere mistico che fanno capo a un santo fondatore (sceicco, Murshid, Pir, Mawla). Questi è considerato un vero Maestro, iniziatore alla verità e il suo ruolo fondamentale di direzione e mediazione tra il fedele e Dio colma in parte la distanza incommensurabile sancita dall'islam sunnita tra umano e divino.
Centro e dimora del Maestro è la zawiya, presso la quale si effettuano visite periodiche dette ziyāra.

### Il marabutto e il ruolo delle Confraternite
L'Islam deve alle Confraternite la sua diffusione, soprattutto in Africa Occidentale. Grazie ai marabutti, potenti e carismatici Maestri spirituali, le Confraternite regnano nella vita delle comunità musulmane nei villaggi e nei quartieri africani. Tali Maestri locali ricevono anche il potere di accettare e iniziare nuovi membri nella Confraternita.
In Africa occidentale, e in particolare in Mali, molti musulmani fanno capo a uno o due marabutti. Questo fatto è valido sia nel caso un fedele, o un suo antenato, si sia convertito alla religione islamica dopo avere seguito la predicazione di questo Marabutto di passaggio nel suo villaggio, sia nel caso, già dapprima musulmano, abbia scelto il marabutto come consigliere spirituale ed intercessore e fonte di benedizione per sé e la sua famiglia.
Quasi tutti i marabutti si rifanno, più o meno esplicitamente a una precisa confraternita religiosa. In questo modo ogni musulmano è vincolato e unito ad una specifica Confraternita e il suo rapporto con un marabutto può essere più o meno forte, andando dalla semplice simpatia alla vera affiliazione.

### Origini del movimento
Per comprendere che cosa sono le confraternite islamiche, si dovrebbe fare un passo indietro fin alla storia del Sufismo, ovvero della mistica musulmana. Le confraternite, infatti, affondano le proprie radici nelle predicazioni di grandi mistici musulmani che vivevano nei primi secoli dell'Islam. Sin da allora, alcuni uomini e donne, attraverso la meditazione, la contemplazione religiosa dei testi sacri, l'ascesi hanno manifestato la loro ricerca del divino e il loro desiderio di vivere consacrandosi in modo totale a Dio. Queste persone, che ricercavano la totale comunione con Dio, vennero chiamati Sufi: termine probabilmente dovuto all'abito di lana, ossia sūf, che alcuni di essi indossavano, oppure, secondo un'altra interpretazione etimologica, a causa del loro desiderio di purezza e autenticità.
Il IX e X secolo furono il periodo d'oro del Sufismo: nacquero i grandi sufi dei quali la tradizione orale e scritta ha tramandato la vita e le dottrine. Essi erano amati per la loro sapienza religiosa, la loro misericordia, la loro influenza spirituale e anche, a volte, la loro capacità di guarire e compiere miracoli, le loro apparizioni notturne, i loro sogni interpretati.
A partire dal XII secolo, alcuni discepoli si sono uniti intorno a questi Maestri per tentare di seguire la loro pratica e prendere esempio dalle loro tecniche poiché aspiravano anch'essi ad entrare in comunione con Dio.
In questo modo sono nate le Vie, che noi denominiamo confraternite, ossia delle "strade" per raggiungere la salvezza e il Paradiso. Esse portano, in generale, il nome del Maestro che le ha fondate. Sorte all'inizio in Oriente, si sono estese in tutto il mondo musulmano e in certe regioni, come nell'Africa occidentale, diedero origine a confraternite locali e rivestirono un ruolo importante nel processo di islamizzazione.

### Organizzazione delle confraternite
Le Confraternite potrebbero essere concepite come i grandi Ordini o Congregazioni religiose nella tradizione cristiana. Al vertice di una Via c'è il Maestro che, spesso, abita vicino alla tomba del fondatore. È sostenuto da un Consiglio, riceve numerose visite ed è attorniato da molti discepoli. Egli nomina i vari Maestri locali e regionali scelti fra i suoi discepoli. Sono persone giudicate capaci di trasmettere l'insegnamento, la vita spirituale e la benedizione (baraka), ereditati dal Maestro fondatore e, tramite lui, dallo stesso Profeta Maometto.
Ogni ripartizione locale, in un villaggio, città o sobborgo, è sotto la guida di un Preposito (Muqaddam) o Maestro locale. Egli può, secondo le dimensioni e l'importanza della sezione, essere appoggiato e aiutato da un Maestro dei novizi incaricato dell'iniziazione dei nuovi discepoli, e da altri coordinatori fra i quali un tesoriere. I membri tra loro si rivolgono con l'appellativo di "fratelli", da qui il nome di "Confraternita".

### Le vie spirituali
Il Maestro rappresenta il modello spirituale del discepolo. Questi si asservisce al suo Maestro attraverso un giuramento. Grazie alle sue predicazioni e insegnamenti il Maestro gli mostra la giusta direzione, la via diritta. Il discepolo dovrà superare diversi stadi spirituali prima di raggiungere le ultime tappe: il grado supremo dell'intimità con Dio e l'annullamento di sé nel suo completo abbandono.
Questo cammino spirituale, costituito da diversi gradi, rappresenta la Via, il cammino che conduce a Dio. Tuttavia non sempre il discepolo riesce a raggiungere l'ultimo stadio e, più che una iniziazione e una direzione spirituale e morale, si aspetta dal Maestro benefici spirituali che derivano dal potere ultraterreno, dalla Benedizione che quest'ultimo ha ricevuto dal Fondatore e che può essere stata rinforzata dai suoi meriti personali.
Ad esempio, in Mali il discepolo si aspetta di essere "garantito"; cioè egli desidera una Benedizione efficace in grado di esaudire desideri nella vita terrena (matrimonio, figli, successo, lavoro, salute, beni materiali...) e nell'aldilà (il paradiso). Diverse superstizioni popolari raccontano che questa Benedizione può essere trasmessa semplicemente toccando il Maestro.

### Pratiche e riti
Gli adepti delle Confraternite sono musulmani che, come tali, hanno il dovere di praticare fedelmente i cinque pilastri dell’Islam, in particolare la preghiera rituale quotidiana e il digiuno del Ramadan. Tuttavia ogni Confraternita possiede una pratica specifica. Ad esempio ci sono le veglie, spesso dedicate alla lettura del Corano, i digiuni supplementari, i ritiri, le recite. Ogni Confraternita ha il proprio elemento originale: un insieme di formule, di sūra (capitoli del Corano) e di preghiere dette o cantate in momenti precisi e per un certo numero di volte durante il giorno.
Le Confraternite praticano anche un altro esercizio caratteristico che aiuta coloro che lo attuano a "ricordarsi di Dio". Questo esercizio è detto dhikr. Soli o in gruppo, i confratelli si ricordano di Dio, con la ripetizione sia di formule della professione di fede ( "Non c'è altra divinità che Dio!"), sia di uno dei più bei nomi di Dio, sia semplicemente del pronome personale "Egli" riferito a Dio. Queste esercitazioni spirituali e di preghiera rappresentano i momenti salienti della vita di Confraternita. Ognuna di esse ha il suo modo particolare per svolgere queste forme di preghiera: in piedi o seduti, con o senza l'accompagnamento di uno strumento musicale, con o senza danze.

## Origine e caratteristiche di alcuni ordini sufi

### Ṭarīqa Tijāniyya
La ṭarīqa Tijāniyya trae origine dallo sceicco Abu Abbas Ahmad al-Tijani (1737-1815).
Nato in Algeria discenderebbe da Maometto attraverso al-Hasan. Rimasto senza genitori giovanissimo, iniziò a studiare teologia a Fez, dove fu iniziato al Sufismo. In Algeria lo sceicco passò diversi anni di ritiro e meditazione nel deserto consacrandosi alla recitazione della Ṣalāt al-fātiḥ, una speciale preghiera sul Profeta di origine divina ritenuta uno dei mezzi più efficaci per avvicinarsi ad Allah. La Tijaniyya si è diffusa in tutto il Maghreb e nell'Africa occidentale e, in seguito alla morte del suo Maestro, raggiunse anche l'Estremo Oriente ma è rimasta diffusa soprattutto nell'area sub-sahariana. La ṭarīqa ha una trentina di adepti anche in Italia nord-orientale, in Emilia e in Liguria.

### Jamaʿat al-Fayda al-Tijāniyya
La Jamaʿat al-Fayda al-Tijāniyya (Comunità della Grazia tijani) è un ramo della confraternita Tijāniyya, sorto nel 1931 in Senegal grazie a Ibrahim Nyass (1902-1975), un Sufì nato in una famiglia che discenderebbe da Maometto. Cresciuto a Kaolack, importante centro di studi religiosi, da giovane Nyass dedicò la sua ricerca spirituale alla Tijaniyya dandone un'interpretazione originale. Si tratta dell'apice di un cammino mistico che egli descrive come la ricezione di una fayda (effusione o riversamento) di cui semplifica le pratiche ascetiche per favorirne la massima diffusione tra le masse. La congregazione di Nyass si è estesa in Ghana, Ciad, Togo e Nigeria oltre al Senegal e si caratterizza per il rigore etico e dottrinale. In Italia è minoritaria tra i senegalesi rispetto ai muridi e ha una piccola comunità a Lecce.

### Ṭarīqa Shādhiliyya-ʿAlawiyya-Ismāʿīliyya
Il nome della Ṭarīqa Shādhiliyya-ʿAlawiyya-Ismāʿīliyya si rifà a tre dei suoi grandi iniziatori: lo 'sceicco maghrebino Abu Hasan Shadhili (1196-1258), lo sceicco algerino Aḥmad al-ʿAlawī e lo sceicco tunisino Ismāʿīl al-Hadifī (1916-1994). In Europa la ṭarīqa è presente soprattutto in Italia dove esiste sia una sede principale sia un "angolo" a questa subordinato. Come in tutte le Confraternite, anche in questa ṭarīqa è doverosa la pratica dei riti fondamentali dell'Islam e dei principali elementi etici del Profeta. Per esservi iniziati è obbligatoria, oltre l'adesione all'Islam, il desiderio puro e autentico da parte del discepolo di accogliere Dio in tutta completezza. Nella ṭarīqa possono essere ammessi uomini e donne musulmani senza distinzione di nazionalità e di livello socioeconomico.

### Ṭarīqa Aḥmadiyya-Idrīsiyya-Shādhiliyya
Nelle aree del Mediterraneo e del Vicino Oriente nel XIX secolo, uno dei leader maggiori è stato lo sceicco Ahmad Ibn Idris (1750-1837) fondatore della Ṭarīqa Aḥmadiyya-Idrīsiyya-Shādhiliyya. Nato in una famiglia marocchina agiata a Maysur, si trasferì a Fez dove studiò presso l'Università al-Qarawiyyin. Qui divenne seguace dello sceicco Abu Muhammad al-Tazi, un Maestro di un ramo speciale della ṭarīqa Shādhiliyya in Marocco. Dopo la morte di quest'ultimo, Ahmad ibn Idris si avvicinò al Maestro Qasim al-Wazir. Impegnato nella predicazione religiosa dal nord Africa fino alla Mecca, Ahmad Ibn Idris divenne ben presto un importante e seguitissimo capo spirituale. Egli sosteneva principalmente che il vero problema per l'Islam contemporaneo erano gli ignoranti e i fondamentalisti. Il milanese Abd al-Wahid Pallavicini, convertitosi all'Islam nel 1951, è divenuto ufficialmente nel 1980 maestro (sceicco) di un ramo indipendente della ṭarīqa presente oggi a Milano presso la moschea al-Wahid, nella Grande Moschea di Parigi e in quella di Lione.

### Layennes
Ancora è aperto il dibattito su questo movimento, e non è chiaro se si tratti di una Confraternita Sufi o di un movimento spirituale ai margini dell'Islam. Il suo fondatore fu Seydina Limanou Laye (1843-1909), un sufi nato a Yoff, un villaggio di pescatori a nord di Dakar, in Senegal. Particolarità di questa confraternita è che i suoi adepti praticano una poligamia illimitata e non si recano in pellegrinaggio alla Mecca. In seguito alla morte del Maestro iniziatore, il movimento ha subito influssi sciiti e alla fine degli anni ottanta, il terzo khalīfa (successore), Mame Thiaw Laye ha incoraggiato il ritorno all'ortodossia coranica classica alleandosi con i Muridi. I discepoli della ṭarīqa sono circa trentamila.

### Senusiyya
La Senusiyya è una tariqa musulmana nata in Cirenaica (Libia), intorno alla metà del XIX secolo. Questa Confraternita ebbe maggiore seguito tra i Beduini, nei primi decenni del secolo scorso, che si batterono per contrastare e respingere i ripetuti tentativi di conquista da parte degli italiani. Tra le comunità dei senusi, come nella maggior parte delle Confraternite, la santità è legata alla discendenza e determinata dal possesso della baraka, o forza benefica, che si trasmette ereditariamente all'interno del lignaggio prescelto. I Santi Ereditari hanno da sempre rivestito un ruolo importante di mediazione non solo tra uomo e dio, ma soprattutto come arbitri tra gruppi in conflitto.

### Hamdushiyya
La Hamdushiyya è una confraternita presente in Marocco nelle aree di Meknès e Jebel Zerhoun. I suoi iniziatori sono Sidi Ali ben Hamdush e Sidi Ahmed Dghughi, due Sufì vissuti tra il XVII e il XVIII secolo. Le loro tombe sono oggi mete di pellegrinaggio. Questa tariqa è definita una Confraternita popolare diversa dalle correnti islamiche mistiche intellettuali e i suoi discepoli sono principalmente abitanti di zone rurale o di recente urbanizzazione.
Molte pratiche della tariqa, come la danza estatica, la trance a finalità terapeutiche e le automutilazioni, hanno poco a che vedere con la tradizione ortodossa islamica, ma piuttosto derivano da un più esteso sostrato culturale mediterraneo preislamico e precristiano.

### Muridiyya
La Muridiyya è una delle confraternite più diffuse, estesa soprattutto in Senegal dove gran parte della popolazione musulmana (il 94 % dei senegalesi) appartiene a tre Confraternite, due importate (la Qādiriyya e la Tijāniyya) e una autoctona, la Muridiyya. Quest'ultima riunisce un terzo dei senegalesi, principalmente di etnia Wolof.
Si stima che il 33% dei musulmani senegalesi faccia parte di questa confraternita. Contrariamente alle altre, questa confraternita non deve la sua denominazione al suo fondatore, ma alla parola araba murīd (che può essere tradotta in italiano con la parola discepolo o Aspirante) che indica ogni discepolo che aspira ad una iniziazione sulla "Via" e si impegna totalmente al seguito di un Maestro.
Sorse in seguito alla predicazione del maestro Aḥmed b. Muḥammad Ḥabīb Allāh, conosciuto come Amadu Bamba Mbacké, nato a Mbacké-Baol (nella parte di etnia Wolof del Senegal) verso il 1850, da una famiglia religiosa affiliata alla confraternita Qādiriyya.
Bamba visse l'epoca difficile caratterizzata dal crollo dei regni Wolof e dall'avvento in Senegal del colonialismo francese. A 13 anni, vide il suo villaggio saccheggiato e incendiato, e suo nonno ucciso da un capo guerriero musulmano. Bamba e suo padre furono deportati a Nioro del Sahel.
Con l'aiuto di un vecchio nobile guerriero, Cheik Ibra Fall, completamente dedicato all'educazione di Amadu Bamba, nacque, si sviluppò e fu organizzata la confraternita dei Muridi. I discepoli erano organizzati in unità di lavoro per la coltivazione, prima di tutto del miglio e poi delle arachidi. Il loro numero aumentò rapidamente.
Questo preoccupava le autorità francesi che avevano paura di un movimento indipendentista tanto che finirono per arrestare Bamba nel 1895 e deportarlo nel Gabon fino al 1902. Solo in seguito gli invasori stranieri si accorsero che la sua predicazione era priva di messaggio politico, e Bamba fu perfino onorato con la Legion d'onore. Solo nel 1913 poté tuttavia ritornare nel paese Wolof, a Djourbel, dove continuò il suo insegnamento. Qui morì il 19 luglio 1927, senza la soddisfazione di avere il permesso di risiedere a Touba dove voleva costruire il suo centro e una grande moschea.
Questo luogo, secondo le tradizioni muridite, gli era stato indicato per rivelazione. Secondo il suo desiderio, fu sepolto a Touba, e oggi la sua tomba è meta di pellegrinaggi. Tutti i Muridi si riuniscono ogni anno per il grande pellegrinaggio (detto il grande Magal) a Touba dove pregano nella grande moschea, sulla tomba del Fondatore al quale portano le loro offerte. Dopo la morte del fondatore, la direzione della Confraternita rimane nelle mani della famiglia Mbacke.
La particolarità del muridismo, diffuso in tutto il mondo, dagli Stati Uniti al Giappone, consiste nella santificazione del lavoro che ha un ruolo importante quanto quello della preghiera.
(Cheikh Ahmadou Bamba)
Alcuni considerano il Muridismo per l'Islam come il protestantesimo per il Cristianesimo: è una considerazione solo parzialmente vera, perché i protestanti hanno apertamente criticato la Chiesa cattolica, mentre i murīdūn non hanno mai attaccato gli altri musulmani, né hanno creato una chiesa separata.
Una specificità del Muridismo sta nel legame forte fra il Maestro (sceicco) e il discepolo (Tālibé). La dipendenza del discepolo dal Maestro è spinta all'estremo.
(scritti di Amadu Bamba)
I primi giovani discepoli vengono messi in comunità di lavoro agricolo in comunità dette daara (dall'arabo dāʾirat, "cerchio") sotto la direzione di un Maestro spirituale. Le daara, che all'inizio erano comunità agricole, durante e dopo gli anni della grande siccità, intorno agli anni 1973, divennero unità commerciali prima sul piano nazionale senegalese ed ora una vera catena internazionale: da New York a Hong Kong, passando per l'Europa, da Parigi, Bruxelles e Italia.
Il marabutto, Maestro, studia il feqah (dall'arabo fiqh, "diritto"), la dottrina teologica islamica, e molti senegalesi concepiscono il proprio marabutto come un santo-guaritore, che effettua anche fatture dette gris-gris per allontanare gli spiriti maligni e portare fortuna.
Ogni senegalese fa riferimento a un marabutto per tutta la vita. Ai propri figli è assegnato lo stesso marabutto. La successione dei Marabutti non avviene come nel caso di una famiglia reale. È il marabutto più anziano tra i fratelli, i figli o i cugini ad avere diritto alla successione dopo la sua morte.
In tutto il Senegal, a detta dei senegalesi, non c'è funzionario pubblico o ministro che prenda scelte importanti senza la consultazione del proprio marabutto: sono spesso loro ad avere in mano le sorti economiche e politiche del Paese.
Inizialmente strumento di resistenza passiva alla colonizzazione, poi struttura di compromesso e di cooperazione con la medesima (specialmente per la coltura dell'arachide), a partire dall'indipendenza del Senegal, la confraternita Muridiyya è diventata influente nella vita politica di questo Paese, come l'altra grande confraternita della Tijāniyya. Nessun uomo politico, deputato o presidente, può essere eletto se non è riconosciuto dai Maestri della confraternita.

### Baay Fall
I Baay Fall sono seguaci di Serigne Ahmadou Bamba e Cheikh Ibra Fall. Il termine Baay Fall è composto da baay che in wolof significa "padre", e Fall, cognome tipico e patronimico del fondatore, Cheikh Ibrahima Fall. Letteralmente significa Padre Fall.
In origine i Murid non si differenziavano in alcun modo dai Baay Fall, solo in seguito i tālibé di Cheikh Ibra Fall si sono distinti per comportamenti e pratiche spesso criticate dalle altre Confraternite. Essi lavorano duramente e senza retribuzione per i discendenti dello Cheikh Ahmadou Bamba, così come fece Cheikh Ibrahima Fall per Khadimou Rassoul, e come Ibra Fall giurano fedeltà e obbedienza al marabutto.
I Baay Fall non sono interessati ai beni materiali considerati superflui, lavorano solo per Dio e per lo Cheikh perché il lavoro conduce alla perfezione spirituale. Studiano in scuole coraniche tradizionali, dette daara, ma praticano la religione in un modo non canonico: spesso al posto delle cinque preghiere quotidiane recitano il cruss, anche molto a lungo magari per intere nottate, e durante il Ramadan invece di digiunare lavorano per assicurare cibo al Marabutto o ai più bisognosi, in questo modo si dice che "paghino" il digiuno. Nei momenti di intenso fervore religioso alcuni tālibé dall'elevata sensibilità raggiungono l'estasi.
I Baay Fall sono fieri della propria organizzazione comunitaria centrata sulla solidarietà. Il contributo di ognuno è importantissimo. Le somme raccolte sono gestite dal gruppo, attraverso una tesoreria comune o direttamente da un Marabutto, attorno al quale gravita tutta la vita comunitaria.
I Baay Fall predicano la non violenza e combattono l'individualismo vivendo in sobrietà e austerità, senza possedere beni immobili (se non, in condivisione, la casa in cui abitano) o conti correnti.
Anche il loro abbigliamento è particolarmente semplice e umile: vestono abiti fatti di jaxass (ritagli di tessuti diversi cuciti insieme, 99 più uno, come i nomi di Dio) e lasciano che i loro capelli si intreccino in dreads.
Sul piano culturale, la particolarità dei Baay Fall sta nel rifiuto della corruzione dell'Occidente e della cultura araba.
Recentemente l'immagine dei Baay Fall, è stata compromessa nell'immaginario popolare dai cosiddetti Baay faux (in francese, falsi), vagabondi spesso pericolosi che vivono facendo l'elemosina e spacciandosi per seguaci del movimento.

## Confraternite Sufi in Italia
Secondo il Cesnur sono 7 le confraternite presenti in Italia:
- la ṭarīqa Tijāniyya;
- la Jamāʿat al-Fayda al-Tijāniyya;
- la ṭarīqa Shādhiliyya-ʿAlawiyya-Ismāʿīliyya;
- la ṭarīqa Naqshbandiyya-Mujaddidiyya;
- la ṭarīqa Naqshbandiyya-Ḥaqqāniyya al-ʿAliyya;
- la ṭarīqa Aḥmadiyya-Idrīsiyya-Shādhiliyya, a Milano;
- la Murīdiyya, a Brescia.

A cui si possono aggiungere, sempre nell'ambito del sufismo:
- la Jerrahi-Halveti, a Milano, fino al 2010 guidata da Gabriele Mandel e poi da Mohsen Mouelhi;
- la ṭarīqa Burhāniyya, a Roma;
- la Islam Kültür Merkesi, a Milano.
- la Cishtiya/Qādiriyya (Gudri Shahi Baba) presente a Trieste e Treviso. A Trieste esiste una Khanqa dedicata al Maestro (Pir) Zahurul-Hasan Sharib.

## Confraternite africane in Italia
Il 75% degli immigrati in Italia provenienti dal continente africano appartiene alla confraternita muride e conserva forti legami con le proprie radici. Quindi circa due terzi dei quasi trentamila senegalesi (tra regolari e clandestini) presenti in Italia appartengano alla Muridiyya. Centri importanti in Italia si trovano a Pontevico e Bovezzo nel bresciano e a Zingonia nel bergamasco. Una parte minore dei senegalesi residenti in Italia appartiene alla Confraternita Tijaniyya.
Queste comunità sono caratterizzate da solidarietà, mutuo-soccorso e condivisione dei beni, valori che, insieme all'etica del lavoro, fanno la forza dell'emigrazione senegalese. La vita di gruppo e gli incontri festosi di rito mettono in luce il loro attaccamento ai costumi e alla cultura tradizionale. I marabutti effettuano visite in Italia per raccogliere offerte e per offrire benedizioni ai fedeli accentuando in questo modo i legami con la terra madre. Alcuni immigrati, i più fortunati, riescono a tornare a Touba durante il Grand Maggal, il grande pellegrinaggio annuale in ricordo di Ahmadou Bamba.